# Вільгорські

Сучасний варіант гербу Кирдій

 Вільгорські (також  Вельгорські, Велігорські, Велиґурські, Вієльгорські, пол. Wielhorscy herbu Kierdeja) — український і польський шляхетський рід герба Кирдій (Кердея) руського походження, що виводився з волинських бояр. Походження назви роду від села Вільгір у сучасній Рівненській області. 
Засновиком (протопластом) роду вважається Кирдій (Кирдей) (пом. після 1377), від якого, окрім Вільгорських, виводили свої родоводи такі шляхетські роди, як Гостські, Джуси, Козинські, Чапличі Шпанівські, Кирдії-Мильські, Кирдії-Мнишинські та Шиловичі. Один із його потомків, Юхно Зенкович Кирдійович, волинський зем'янин, отримавши в посаг село Вільгір (Вельгор), дав початок безпосередньо роду Вільгорських. Вперше рід згаданий в 1525 році в Метриці Волинській. Представник однієї з гілок роду, Михайло Вільгорський, кухмістр великий литовський, отримав 22 лютого 1787 року в Відні грамоту на графський титул від Йосифа II Габсбурга, імператора Священної Римської імперії. Графський титул був підтверджений за родиною 30 листопада 1849 року в Російській імперії. Височайшим указом 10 квітня 1853 графу Михайлу Михайловичу Вельгорському (Вієльгорському) (1822—1855), внуку й спадкоємцю графині Софії Дмитрівни Матюшкіної (1755—1796), що була останньою з графської гілки роду Матюшкіних, та графа Юрія Михайловича Вільгорського (1753—1807), дозволено приєднати до свого прізвища, прізвище свого прадіда та іменуватись графом Вієльгорським-Матюшкіним. Оскільки потомства по собі він не залишив, то ця гілка роду Вільгорських на ньому й згасла в 1855 році.

## Представники
- Кирдій — лицар, учасник штурму Белза в 1377.
  - Яцько Ланевич Кирдійович
  - Васько Кирдійович
  - Джуса Кирдійович — засновник роду Джусів
  - Лук'ян Чапля Кирдійович — засновник роду Чапличів
  - Шило Кирдійович — засновник роду Шиловичів
  - Гаврило Кирдійович
  - нн син
  - нн син
    - Юхно Зенкович Кирдійович — волинський зем'янин. Отримав у посаг село Вільгір (Вельгор) та започаткував нову гілку Кирдійовичів — Вільгорських. Дружина — Овдотя (Євдокія) Денисківна Мокосій (Мукосій) (зг. 1484), єдина донька і спадкоємиця Андрія Денисковича Мукосійовича і незнаної на ім'я Бабинської.
      - Андрій Юхнович Вільгорський — зем'янин волинський, згаданий у Волинській метриці 1528 року та під час ревізії Луцького замку 1545 року. 
        - Лев Андрійович Вільгорський — у шлюбі з Мар'єю Бабинською. Діти: Роман, Федір, Олександр, Ганна.
        - Михайло Андрійович Вільгорський — луцький підстароста.
          - Вацлав Михайлович Вільгорський — київський підвоєвода

      - Федір Юхнович Вільгорський — зем'янин волинський, згаданий у Волинській метриці 1528 року та під час ревізії Луцького замку 1545 року.

- Олександр Вільгорський — православний шляхтич,[1] войський луцький 1630 року
- Францішек Вільгорський — канонік Холмської катедри РКЦ (1650)
- Михайло Вільгорський — підкоморій володимирський (1675)

- Кіліян
  - Юрій Петро — волинський каштелян, дружина — Анна з Ожґів (? — 15 травня 1706) — донька львівського підкоморія Петра Ожґи, надала фундуш для монастиря у середмісті Львова
    - Ян (Іван) Казимир — підкоморій володимирський, загинув під час оборони Львова від татарського нападу 1695 року
    - Антоній (? — 28 квітня 1729) — настоятель монастиря, керівник польської провінції тринітаріїв.
    - Вацлав (? — 29 листопада 1707) — підкоморій володимирський, каштелян волинський, наймолодший син. Заповів значну суму на заснування монастиря тринітаріїв у родовому маєтку Вельгорських в Горохові, фундація не реалізована через спротив місцевого єпископа.
      - Фелікс Іґнацій (? — 1737) — дідич Тисмениці, Горохова, староста брацлавський. Перший шлюб — Ізабелла Бабинська (зг. 1719). Другий шлюб — Людвіка Замойська (зг. 1729)
        - граф Михайло (бл.1730, Горохів—1794 чи 1814) — від 2-го шлюбу, обозний коронний  (1758—1762), кухмістр великий литовський (1763—1774), староста кам'янець-литовський і седлецький, полковник панцерної корогви, В 1787 році імператор Священної Римської імперії Йосиф II Габсбург нагородив його графським титулом і званням великого конюшого Галіції та Лодомерії; дідич на Горохові, Холоєві, Панівцях[2][3][4]. 5 листопада 1754 року одружився з княжною Ельжбетою з Огінських. По смерті дружини одружився вдруге в 1771 році з графинею де Траверсьє (de Traversier).
          - граф Юрій Михайлович (Єжи Вінцентій, 1755—1809 чи 1753—1807) — писар польний литовський[5] (1783—1790), староста кам'янець-литовський, обергофмаршал та сенатор Російської імперії, королівський камергер. Перша дружина (з 9 січня 1788) графиня Софія Дмитрівна Матюшкіна (1755—1796), друга — Єлизавета Станіславівна Снарська (1766—1806), в першому шлюбі — Сіверс. Від першого шлюбу мав 7 дітей (5 синів і 2 доньки), від другого — одного сина.
            - граф Михайло Юрійович (1788—1856) — гофмейстер Імператорського Двору (1838), обершенк (1846), меценат і музичний діяч і композитор. Перша дружина (з 1812) — фрейліна Катерина Бірон (1793—1813), племінниця останнього герцога Курляндії Петра Бірона, померла за рік під час родів, друга дружина (з 1816) — старша сестра його першої дружини, Луїза Карлівна Бірон (1791—1853), фрейліна імператриці Марії. Від першого шлюбу мав одну доньку, яка померла в дитинстві, від другого — 5 дітей (2 сина і 3 доньки). Діти:
              - Марія Михайлівна (нар. 1813) — від першого шлюбу, померла в дитинстві
              - Йосип (Йосиф) Михайлович (1817—1839) — граф, товариш письменника Миколи Гоголя, помер від туберкульозу легень в Римі
              - Аполінарія Михайлівна (1818—1884), з 1843 дружина Олексія Володимировича Веневітінова
              - Софія Михайлівна (1820—1878), з 1840 дружина письменника графа Володимира Олександровича Соллогуба
              - Михайло Михайлович (1822—1855) — граф, статський радник, з 1853 року за Височайшим указом іменувався графом Вієльгорським-Матюшкіним, помер від запалення мозку
              - Анна Михайлівна (1823—1861), з 1858 дружина князя Олександра Івановича Шаховського. Згідно деяким мемуаристів, внеї був закоханий Микола Гоголь

            - Юрій Юрійович (1789—1808) — граф
            - Йосип Юрійович (1790—1816) — граф, помер від туберкульозу легень
            - Олександр Юрійович (1792—179?) — помер в дитинстві
            - Матвій Юрійович (1794—1866) — граф, камергер (1827), шталмейстер (1843), обергофмейстер Імператорського двору (1856), директор Департамента Міністерства закордонних справ Російської імперії, віолончеліст, композитор. До кінця життя так і залишився холостяком.
            - Єлизавета Юріївна (1795—1809) — померла від туберкульозу легень
            - Дарія (Доротея) Юріївна (1796—після 1818), з 1812 дружина Сергія Аполоновича Волкова (1788—1854)
            - Олександр (Едуард-Георгій) Юрійович (1802—1821) — граф, чиновник архіву Міністерства закордонних справ

          - Михайло (1755, Горохів—1805, Відень) — граф, розпочав військову службу офіцером в австрійській армії, бригадир в польській армії (1789), генерал-лейтенант (1792), учасник російсько-польської війни (1792) і повстання Костюшка (1794). В 1792 став третім в історії польським генералом після князя Юзефа Понятовського і Тадеуша Костюшка, нагородженим новим орденом Virtuti Militari. Перша дружина — Целіна Пшеуська (пол. Przeuska) (пом. 1794), від шлюбу з якою мав трьох дітей (Михайло, Юзеф, Михаліна), в 1798 одружився вдруге на Александрі Курдвановській (1783—1849), доньці кухмістра великого коронного Яна Плацида Курдвановського (1746—1824) і Розалії Хумбеліни Потоцької (пом. 1784), в шлюбі мали одного сина Александра Густава.
            - Михайло (Міхал), від першого шлюбу
            - Юзеф, від першого шлюбу
            - Михаліна, від першого шлюбу
            - Александер Густав (1798—1874) — граф, від другого шлюбу

          - Юзеф (1759, Горохів—1817, Русінув) — граф, військову службу розпочав в австрійській армії, в 1789 перейшов в польську армію, учасник війни з Росією (1792) і повстання Костюшка (1794), генерал французької армії (1797), з 1811 — заступник військового міністра Великого герцогства Варшавського, князя Юзефа Понятовського, і дивізійний генерал, військовий міністр і сенатор-воєвода Королівства Польського (1815—1816)

      - ім'я невідоме — посол сейму 1724
      - Юзеф — монах-тринітарій
      - Констанція — дружина волинського каштеляна Міхала Героніма Чацького
      - Тереза — дружина канівського старости Яна Каєтана Яблоновського гербу Прус ІІІ.

- Яніна[6] Вельгорська з Потоцьких (? — 1741/1749[7])
- Йосиф, дружина — Людвіка Бірон[8]
- Маріанна — друга дружина Станіслава Ледуховського
- Гальшка — дружина дідича Шумська, волинського хорунжого, белзького каштеляна Данила Єло-Малинського.

## Видатні особи в роду Вільгорських
- Вільгорський Матвій Юрійович
- граф Вільгорський Михайло Юрійович
- Вільгорський Олександр (Aleksander Wielhorski; 1889—1952) — піаніст, композитор, музикознавець.